# Saut à ski aux Jeux olympiques de 1992
Navigation
Calgary 1988 Lillehammer 1994
Les épreuves de saut à ski des Jeux olympiques d'hiver de 1992 ont lieu du 9 au 16 février 1992 à Courchevel.

## Podiums
| Épreuves                    | Or                                                                           | Argent                                                              | Bronze                                                               |
| Petit tremplin H 9 février  | Ernst Vettori                                                                | Martin Höllwarth                                                    | Toni Nieminen                                                        |
| Grand tremplin H 16 février | Toni Nieminen                                                                | Martin Höllwarth                                                    | Heinz Kuttin                                                         |
| Par équipe H 14 février     | Finlande Ari-Pekka Nikkola Mika Antero Laitinen Risto Laakonen Toni Nieminen | Autriche Heinz Kuttin Ernst Vettori Martin Höllwarth Andreas Felder | Tchécoslovaquie František Jež Tomáš Goder Jaroslav Sakala Jiří Parma |

## Résultats

### Petit Tremplin
| Place | Nation    | Athlète              | Points |
| ----- | --------- | -------------------- | ------ |
| 1er   | Autriche  | Ernst Vettori        | 222.8  |
| 2e    | Autriche  | Martin Hoellwarth    | 218.1  |
| 3e    | Finlande  | Toni Nieminen        | 217.0  |
| 4e    | Autriche  | Heinz Kuttin         | 214.4  |
| 5e    | Finlande  | Mika Antero Laitinen | 213.6  |
| 6e    | Autriche  | Andreas Felder       | 213.5  |
| 7e    | Allemagne | Heiko Hunger         | 211.6  |
| 8e    | France    | Didier Mollard       | 209.7  |

### Grand Tremplin
| Place | Nation          | Athlète          | Points |
| ----- | --------------- | ---------------- | ------ |
| 1er   | Finlande        | Toni Nieminen    | 239.5  |
| 2e    | Autriche        | Martin Höllwarth | 227.3  |
| 3e    | Autriche        | Heinz Kuttin     | 214.8  |
| 4e    | Japon           | Masahiko Harada  | 211.3  |
| 5e    | Tchécoslovaquie | Jiří Parma       | 198.0  |
| 6e    | France          | Christophe Klein | 185.6  |
| 7e    | Italie          | Ivan Lunardi     | 185.2  |
| 8e    | Slovénie        | Franci Petek     | 177.1  |

### Par équipe
| Place | Nation          | Athlète                                                              | Points |
| ----- | --------------- | -------------------------------------------------------------------- | ------ |
| 1er   | Finlande        | Ari-Pekka Nikkola Mika Antero Laitinen Risto Laakkonen Toni Nieminen | 644.4  |
| 2e    | Autriche        | Heinz Kuttin Ernst Vettori Martin Höllwarth Andreas Felder           | 642.9  |
| 3e    | Tchécoslovaquie | František Jež Tomáš Goder Jaroslav Sakala Jiří Parma                 | 620.1  |
| 4e    | Japon           | Jiro Kamiharako Masahiko Harada Noriaki Kasai Kenji Suda             | 571.0  |
| 5e    | Allemagne       | Heiko Hunger Dieter Thoma Christof Duffner Jens Weissflog            | 544.6  |
| 6e    | Slovénie        | Primož Kopač Matjaž Zupan Franci Petek Samo Gostiša                  | 543.3  |
| 7e    | Norvège         | Rune Olijnyk Magne Johansen Lasse Ottesen Espen Bredesen             | 538.0  |
| 8e    | Suisse          | Markus Gahler Martin Trunz Sylvain Freiholz Stephan Zünd             | 537.9  |

## Médailles
| Place | Nation          |   |   |   | Total |
| ----- | --------------- | - | - | - | ----- |
| 1er   | Finlande        | 2 | 0 | 1 | 3     |
| 2e    | Autriche        | 1 | 3 | 1 | 5     |
| 3e    | Tchécoslovaquie | 0 | 0 | 1 | 1     |